# 明摹刻黄庭坚云亭宴集诗碑
明摹刻黄庭坚云亭宴集诗碑，位于中国甘肃省庆城县，为一个省级文物保护单位，类型为石窟寺及石刻。
明摹刻黄庭坚云亭宴集诗碑的历史年代为明代。